# عيض أباد
عيض أباد هي بلدة في مقاطعة مريشكار في ولاية قشقداريا في أوزبكستان.